# Башта Джіовані Маріоні
Башта Джіовані Маріоні — пам'ятка архітектури національного значення України (охор. № 010071/10), що належить до комплексу пам'яток Генуезької фортеці в Судаку. Згідно з Переліком об'єктів нерухомої спадщини Судацької фортеці Національного заповідника «Софія Київська», башта має порядковий номер 17. Споруджена в 1387 році.

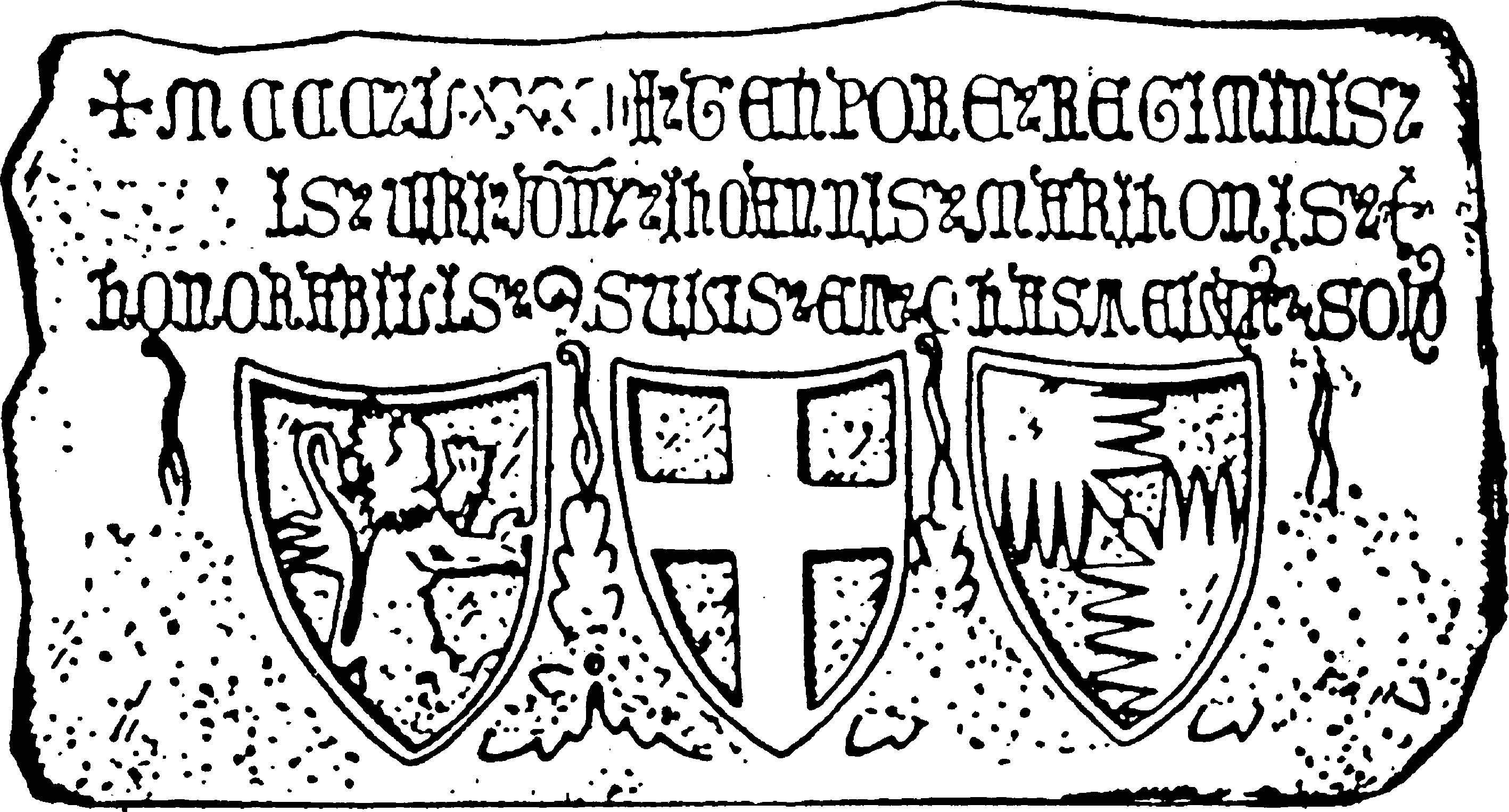
Будівельна закладна плита консула Джіованні Маріонi 1387 р., прорис М. Лапіна, 1928 р.

Триярусна відкритого типу башта Джованні Маріоні, що знаходиться на відстані 107 м від комплексу Головних воріт, досі зберегла на північній стіні під написом з датою закінчення будівництва зображення трьох щитів з геральдичними гербами, які зображують лева, хрест і зубчасте поле. Напис: 
| «1388 року. Під час управління шляхетного чоловіка пана Джіованні Маріоні, високоповажного консула і коменданта Солдайї». |